# Ives W. McGaffey
Ives W. McGaffey wordt algemeen gezien als de uitvinder van de stofzuiger. Hij ontwikkelde het apparaat van 1865 tot 1868 in een kelder in Chicago.

## De Whirlwind
Het was een met de hand aangedreven, op het vacuümprincipe gebaseerd apparaat, gemaakt uit hout en zeildoek. Hoewel het apparaat licht van gewicht en compact gebouwd was, was het nogal moeilijk te bedienen omdat men gelijktijdig met het voortbewegen van het apparaat over de vloer een hefboom moest bedienen.
McGaffey ontving een patent op zijn apparaat op 5 juni 1869 en riep de hulp in van The American Carpet Cleaning Co. in Boston om het onder de naam Whirlwind op de markt te brengen, hoofdzakelijk in Chicago en Boston. De zuiger werd verkocht voor $25, een voor die tijd erg hoge prijs.
Het is moeilijk te achterhalen hoe succesvol de Whirlwind was. De meeste apparaten zijn verkocht in Chicago en Boston en het is aannemelijk dat veel van deze apparaten verloren zijn gegaan tijdens de grote brand van Chicago in 1871 en de grote brand van Boston een jaar later. Bij deze laatste brand zijn bovendien vrijwel alle uitvindingen verloren gegaan die bij The American Carpet Cleaning Co. gedeponeerd waren. Voor zover thans bekend zijn slechts twee exemplaren van de Whirlwind overgebleven, een daarvan is te bewonderen in het Hoover Historical Center, het andere werd ontdekt in een schuur in New Hampshire.

## Verdere ontwikkelingen
In 1900 heeft McGaffey nog een poging gedaan om het apparaat te voorzien van een elektromotor. In hetzelfde jaar verwierf echter de Amerikaanse Corinne Dufour uit Savannah een patent voor de elektrisch aangedreven "Carpet sweeper and dust gatherer". Het ontwerp van McGaffey was geen succes, maar het concept was wel goed. Binnen enkele jaren waren diverse maatschappijen, waaronder Royal, Hoover, Kirby en Eureka zover om zijn idee te verbeteren.